# 桂小米喬
桂 小米喬（かつら こべいきょう、1896年 - 昭和中期頃没）は、落語家（上方噺家）。本名: 井上一四郎。享年不明。父は2代目桂米喬。
2代目米喬の実の子で、父は9歳の時に亡くなっている。20歳頃から小米喬の名前で数年間高座にあがっていたが、その後長い間、空白の時期がある。のち、喜劇に転向して「曽我廼家満月」を名乗った。
再び20年近く空白の時期があり、寄席にも喜劇にも名が見えず動向不明。1940年ころに5代目笑福亭松鶴の楽語荘の同人に参加した。『上方はなし』第20集に、父のエピソードを「亡父の事」と題して寄せている。
戦後は父の名前・桂米喬を継いだようだが、連名にも見えなくなり、その後の消息が判らなくなる。
弟子に漫才の道和多比良がいる。